# Raúl Servín
Raúl Servín Monetti (Città del Messico, 29 aprile 1963) è un ex calciatore messicano.

## Carriera

### Club
Ha giocato nella prima divisione messicana.

### Nazionale
Ha partecipato ai Mondiali Under-20 del 1981.
Ha partecipato al Campionato mondiale di calcio 1986 con la maglia del Messico, segnando una rete nell'ottavo di finale contro la Bulgaria.

## Palmarès

### Club

#### Competizioni internazionali
- CONCACAF Champions League: 1

Pumas UNAM: 1989